# Andrew Charter
Pour les articles homonymes, voir Charter.
Andrew Charter est un joueur de hockey sur gazon australien. Il a joué au hockey de club pour le Central Hockey Club, remportant un championnat avec l'équipe en 2004 et 2008. Il a joué pour l'équipe du Territoire de la capitale australienne dans le championnat australien. Il est membre de l'équipe nationale masculine de hockey sur gazon d'Australie.

## Vie personnelle
Charter vient du Territoire de la capitale australienne,,. En 2010, il a déménagé de Canberra à Perth afin de s'entraîner à l'académie de hockey, l'Institut australien du sport.

## Carrière
Charter est gardien de but,,. En 2005, il a représenté le Territoire de la capitale australienne aux championnats nationaux U21. En 2006, il était membre de l'équipe australienne de hockey masculin U21. Il était censé faire ses débuts internationaux pour l'équipe lors d'un match contre la Corée, mais a perdu l'occasion après s'être cassé un orteil en jouant au football.
Charter est utilisé pour jouer au hockey de club avec le Central Hockey Club. Il jouait avec le club en 2006. Son club a connu une séquence de défaites de trois semaines avant la grande finale masculine senior de l'ACT. Lors de la finale, Charter était dans le but et a effectué plusieurs arrêts importants au but pendant le match, ce qui a permis à son équipe de gagner le match 3-0. Il a changé de club pour concourir pour un à Fremantle en 2010 après avoir déménagé sur la côte ouest. Charter joue actuellement au hockey avec les Westside Side Wolves lorsqu'il n'est pas en service national ou national. En 2007, 2008, 2010 et 2011, Charter a joué pour l'équipe du Territoire de la capitale australienne, les Lakers de Canberra. dans le Championnat australien,,. En 2007, il a été gardien de but remplaçant lors d'un match contre les New South Wales Arrows après que Nathan Burgers se soit blessé lors de l'échauffement pour le match. Il a accordé deux buts tandis que son équipe en a marqué deux. Le match s'est terminé par une victoire 4–3 pour son équipe après que le match se soit déroulé sur des tirs au but. C'était la première fois en sept matchs que son équipe gagnait lorsqu'un match allait aux tirs au but.

### Équipe nationale
Charter est membre de l'équipe nationale masculine australienne de hockey sur gazon. En 2011, il était membre de l'équipe nationale qui a participé à la Sultan Azlan Shah Cup en Malaisie. C'était la première fois qu'il était appelé à jouer pour l'équipe nationale. En juillet 2011, il a voyagé mais pas concouru avec l'équipe lors de leur tournée en Europe. Il a remporté une médaille d'or au Champions Trophy en 2011. En décembre 2011, il a été nommé l'un des vingt-huit joueurs à participer avec l'Australie aux Jeux olympiques d'été de 2012. Cette équipe sera réduite en juin 2012. Il s'est entraîné avec l'équipe du 18 janvier à la mi-mars à Perth,,. En février, lors du camp d'entraînement, il a joué dans une série de tests de quatre nations avec les équipes étant les Kookaburras, l'Australie A, les Pays-Bas et l'Argentine.